# Drukkerijmuseum (Meppel)
Het Drukkerijmuseum is gevestigd in een monumentaal pakhuis aan de Kleine Oever, midden in het centrum van Meppel.

## Geschiedenis
Dat er in Meppel een drukkerijmuseum is, heeft er mede mee te maken dat Meppel van oudsher een drukkerijstad is, waar vele drukkerijen gevestigd waren en nog steeds zijn.
Aanvankelijk werd, sinds de opening op 22 mei 1986, door de Stichting Grafisch Museum Drenthe aan het museum de naam Grafisch Museum Drenthe gegeven. Dit werd echter in 1995 omgedoopt tot Drukkerijmuseum Meppel. Hiermee wil men de doelstelling van het museum beter tot uitdrukking laten komen, namelijk een zo volledig mogelijk inzicht te geven in de geschiedenis van het drukkersvak.

## Heden
Het museum wordt door een groot aantal vrijwilligers, waaronder ook veel oud-grafici, gerund. Zij geven regelmatig demonstraties in papierscheppen, steendrukken, handmatig en machinaal zetten,  boekdrukken op oude persen en boekbinden.

## Exposities
Het museum heeft ook regelmatig wisselende exposities van het werk van grafische kunstenaars: onder andere etsen, fotografie, houtsneden, steendrukken en bijzondere boekuitgaven. Ook zijn er exposities gehouden van illustratoren zoals Dick Bruna, Cornelis Jetses, Jan Kruis en W.G. van de Hulst.

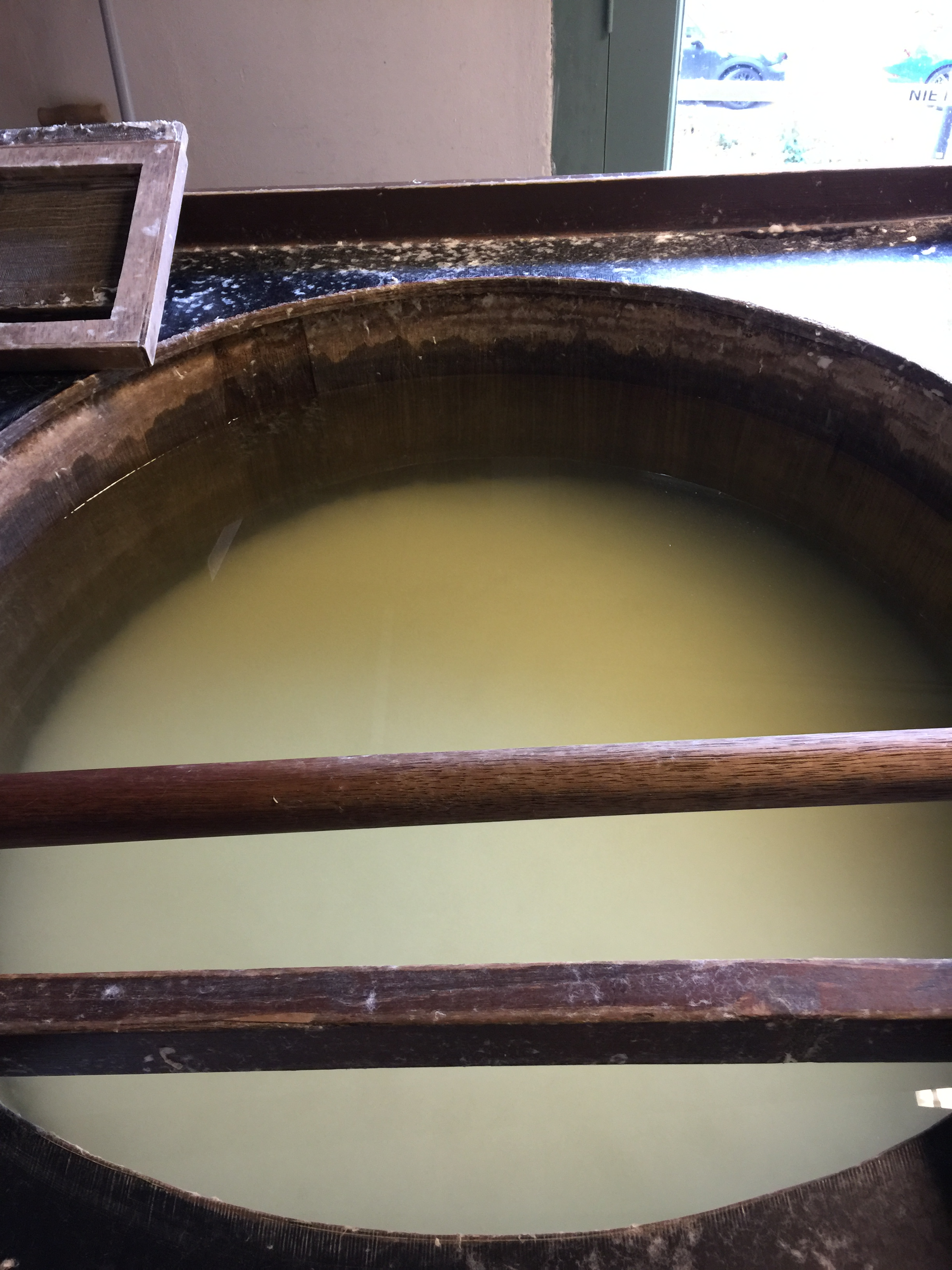
Papierbrij
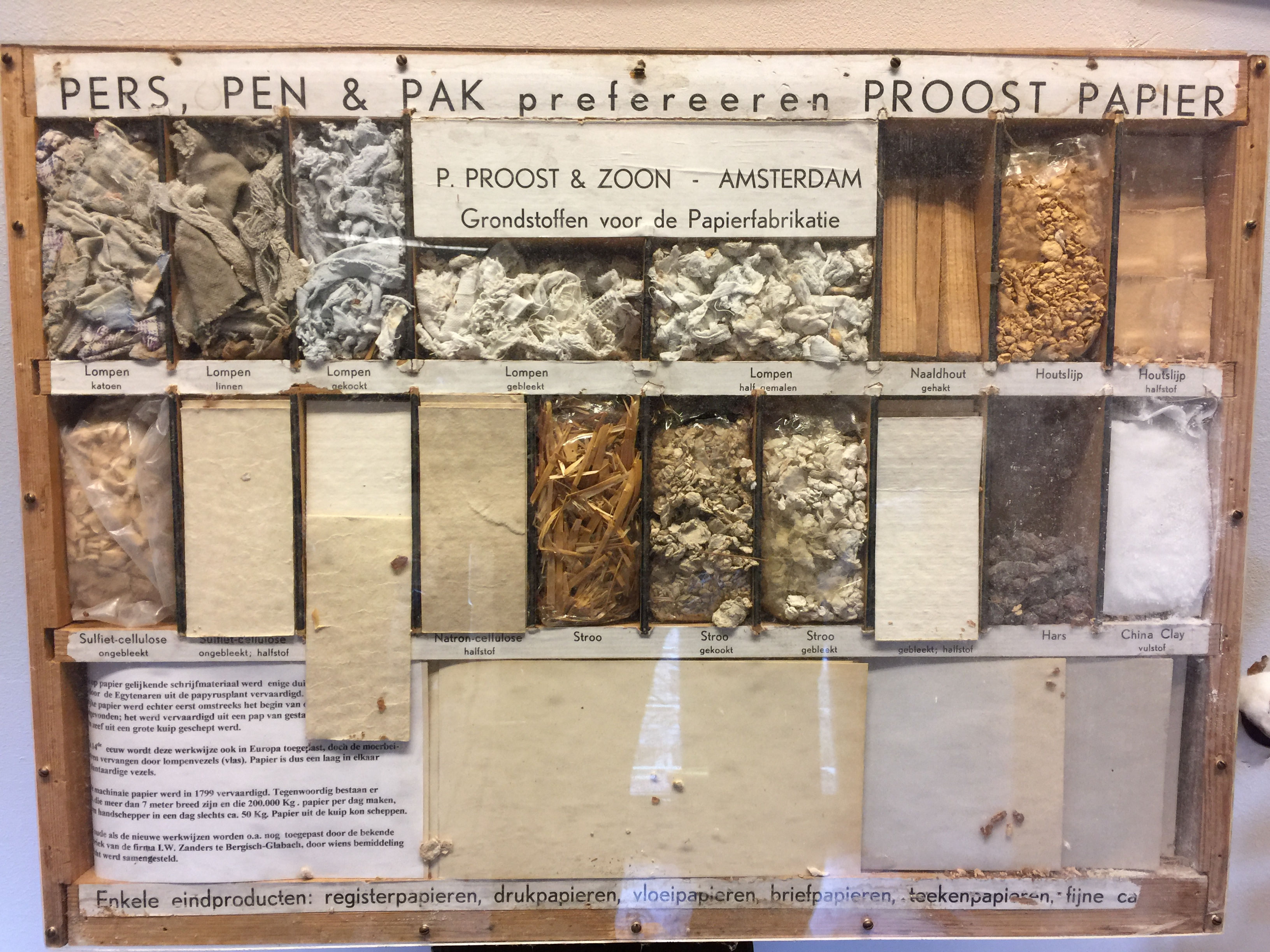
Papiersoorten
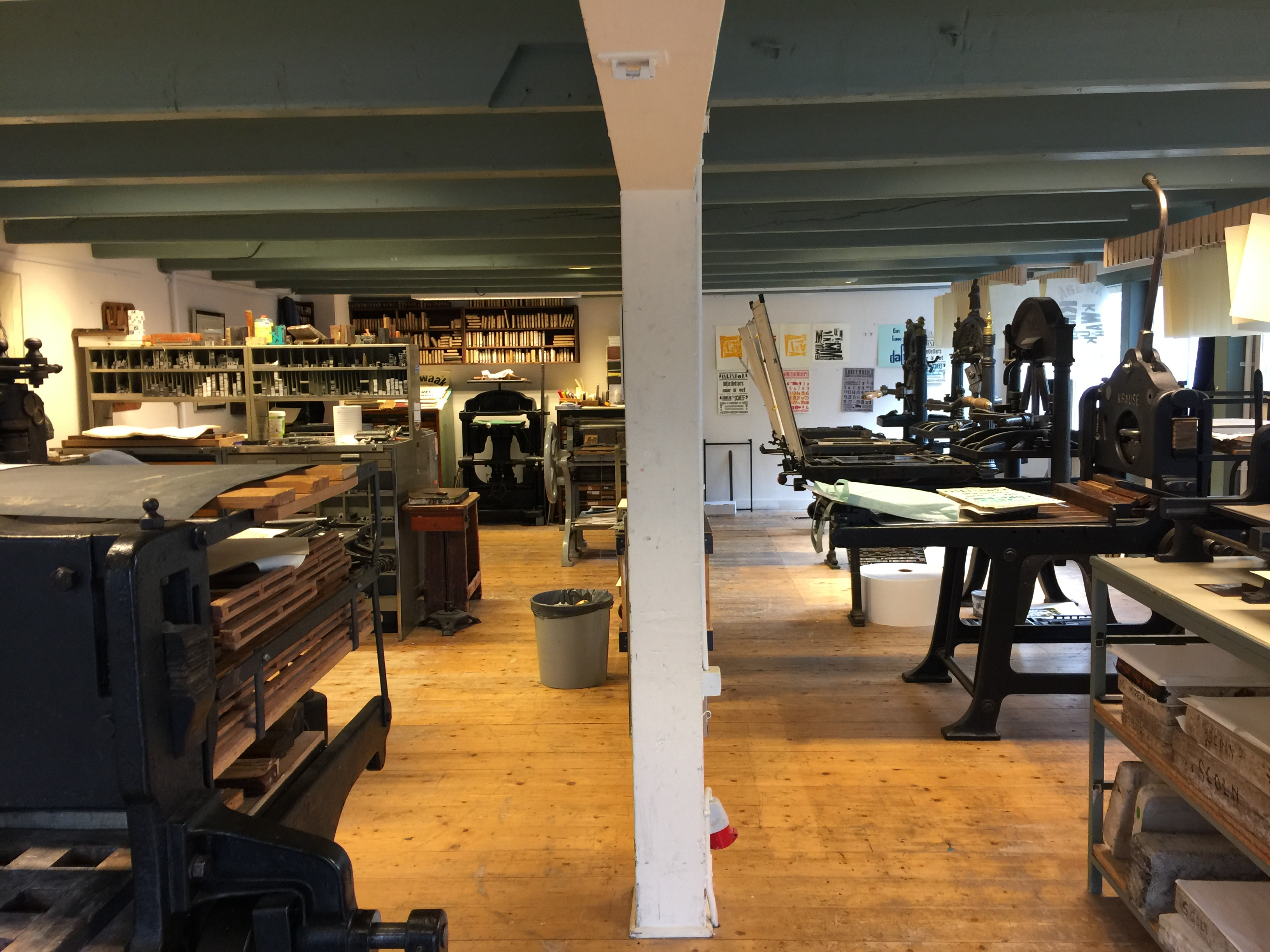
Handpersen
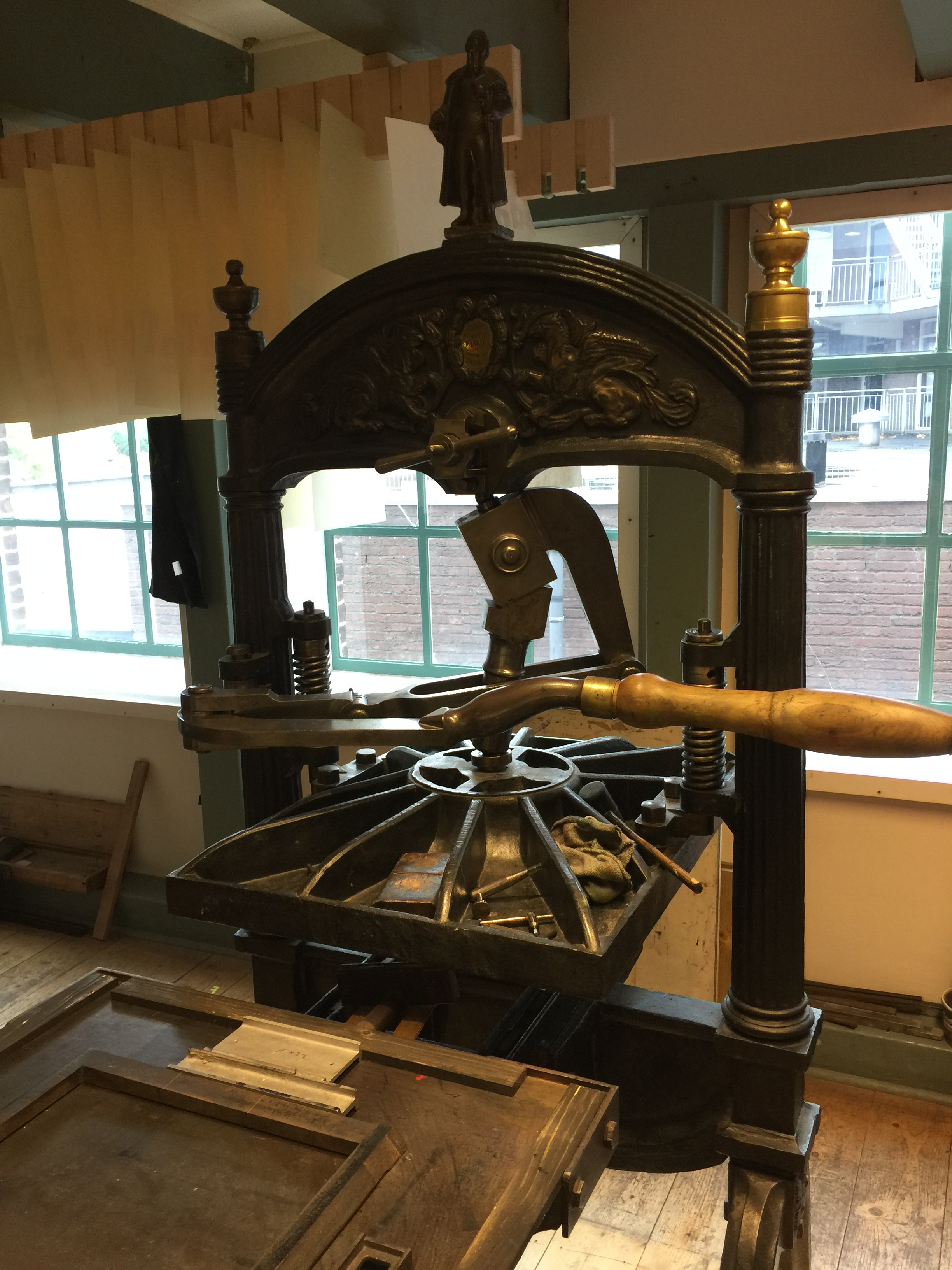
Handpers (beeltenis Gutenberg bovenop)

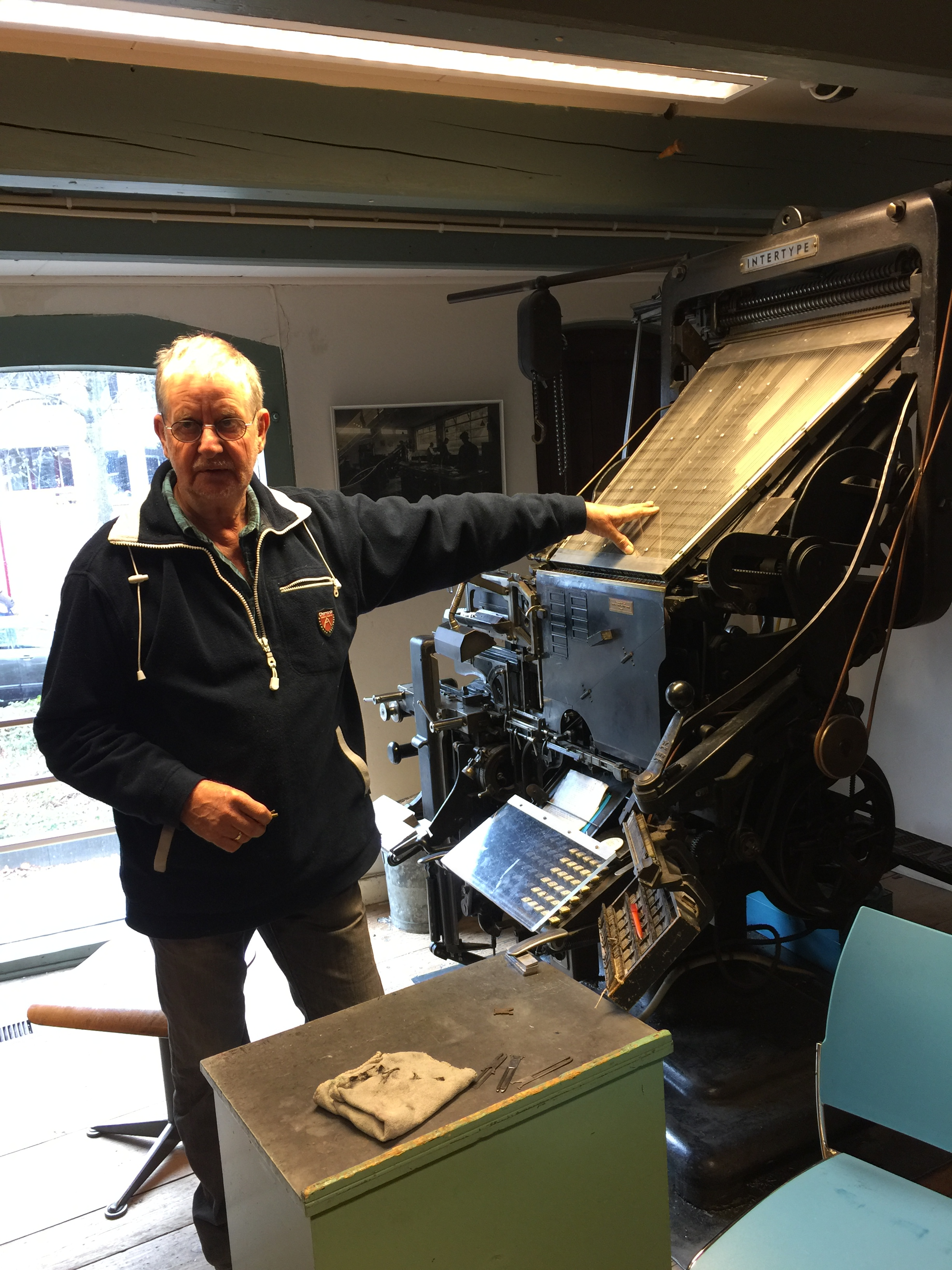
Rondleiding
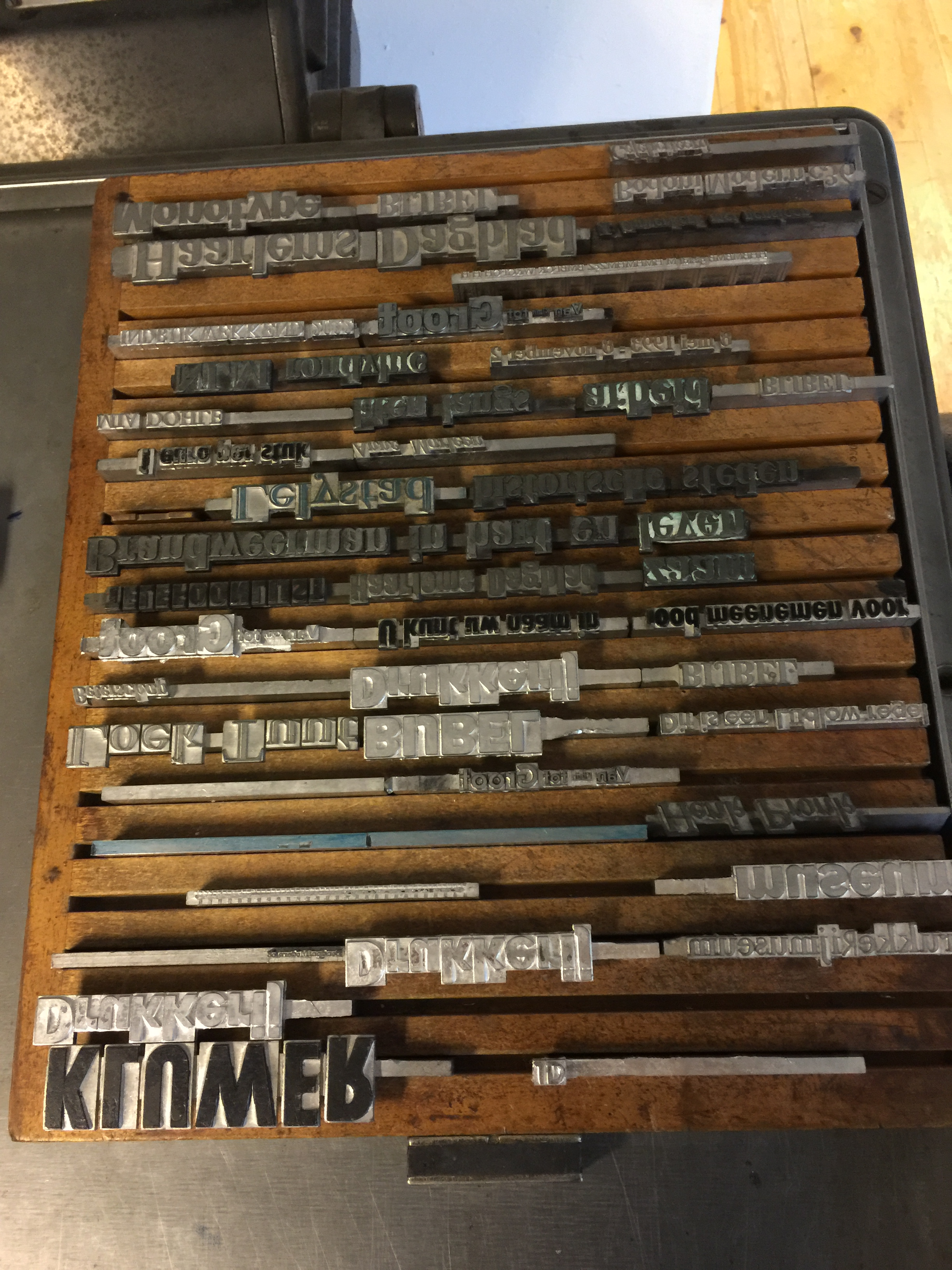
Zetsel (Kluwer linksonder!)
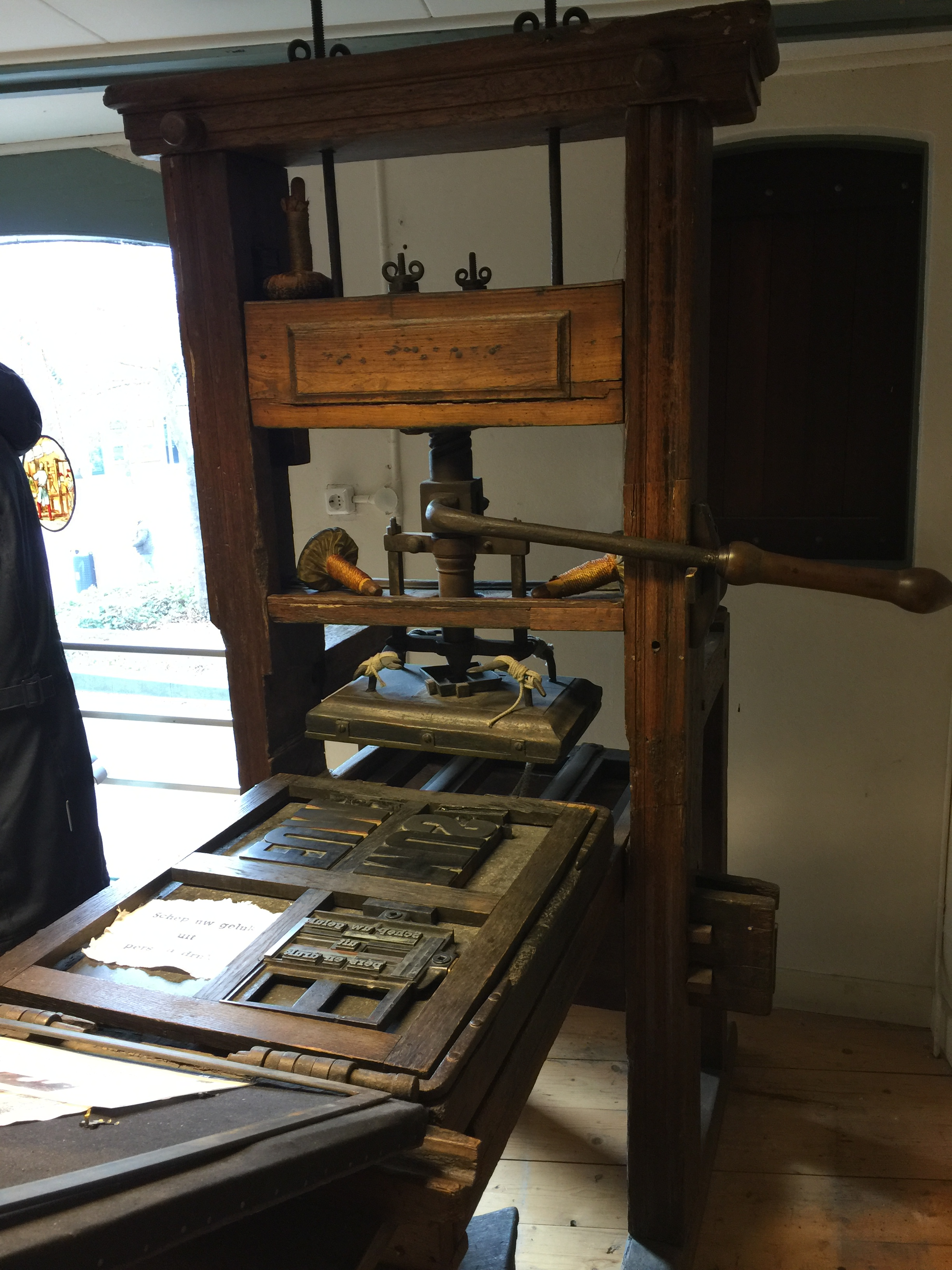
Houten drukpers
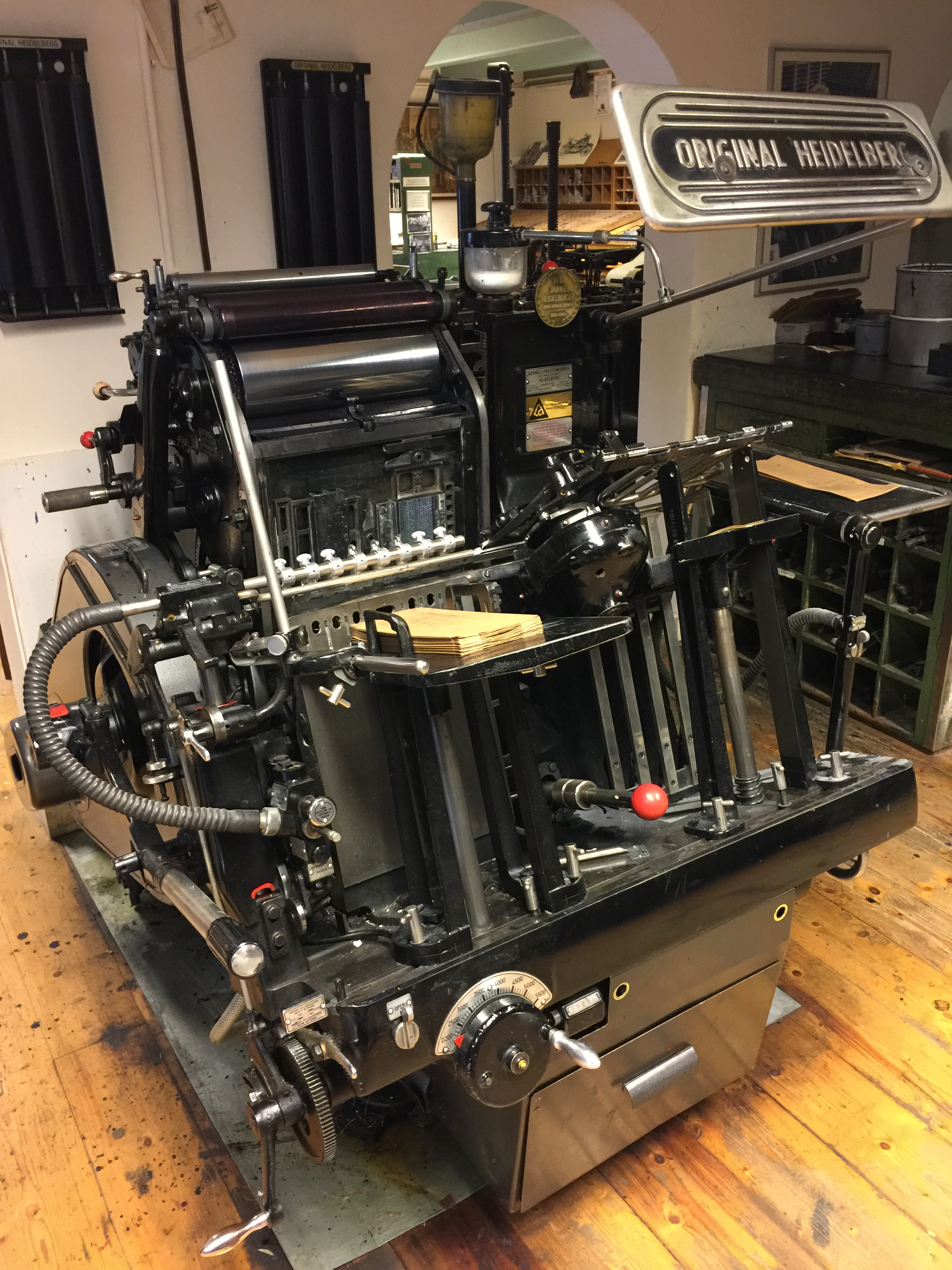
Heidelberg-pers